# Ливийско-чадские отношения
Ливийско-чадские отношения — двусторонние дипломатические отношения между Ливией и Чадом. Протяжённость государственной границы между странами составляет 1050 км.

## История

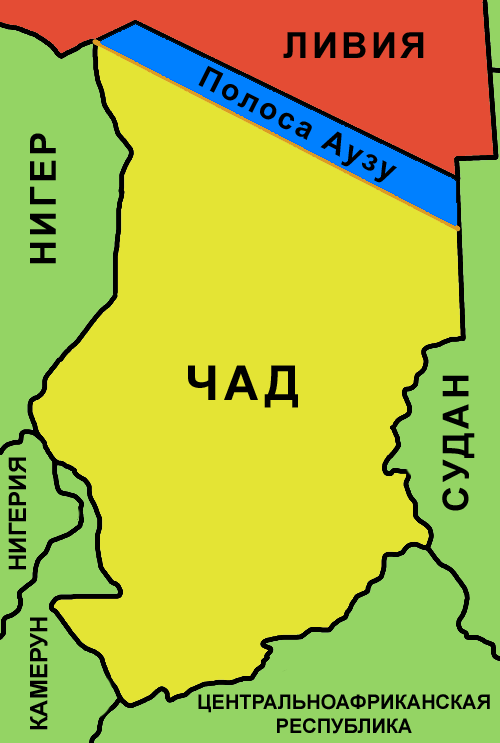
Полоса Аузу (показана на карте синим)

Отношения Чада с Ливией, вытекающие из веков этнических, религиозных и коммерческих связей, являются достаточно напряжёнными. Под французским (Чад) и итальянским (Ливия) колониальным господством, страны получили разный вектор развития. Но даже после обретения независимости Чадом в 1960 году, многие жители севера страны в большей степени отождествляли себя с людьми из Ливии, чем с центральным правительством в Нджамене. В 1969 году к власти в Ливии пришёл Муаммар Каддафи, который заявил о своих претензиях на часть Чада — Полосу Аузу (100 000 квадратных километров северной территории Чада, которая включает в себя маленький город Аузу). Ливия основывала свои претензии на одном из нескольких предварительных независимых соглашений с Францией, касающихся колониальных границ. В 1972 году Ливия ввела войска на эти территории, а в 1975 году на ливийских картах эта территория была отмечена частью страны. Данная территория богата полезными ископаемыми и этот факт сыграл решающее значение в стремлениях Каддафи аннексировать Аузу. Муаммар также пытался установить дружественное правительство в Чаде и расширить исламское влияние в Сахель с конечной целью создания Центральной африканской исламской империи.
Антиколониальная и антиимпериалистическая риторика Каддафи колебалась между нападением на Соединенные Штаты и кампанией, направленной на постколониальное европейское присутствие в Африке. Он надеялся ослабить связи Чада с Западом и тем самым уменьшить западное влияние на африканские страны. В 1970-х Каддафи пытался заключить союз с рядом лидеров антиправительственных мятежников в Чаде. С 1965 по 1979 год в Чаде продолжалась гражданская война, мусульмане Северного и Центрального регионов, при поддержке Ливии, вели партизанскую войну против центрального правительства, которое было во власти немусульманских, франкоязычных южан. Военная оккупация Нджамены северными повстанцами в 1979 году была важным поворотным пунктом в войне, к власти пришёл лидер повстанцев Гукуни Уэддей. В 1982 году чадские повстанцы — Вооружённые силы Севера во главе с Хиссеном Хабре перешли границу с территории Судана и 7 июня взяли Нджамену. Гукуни Уэддей бежал в Ливию. В 1983 году французские войска вернулись в Чад, чтобы блокировать продвижение на юг ливийцев, это привело за собой прекращение огня и де-факто раздел страны. Южные и центральные регионы контролировались Хиссеном Хабре при поддержке Франции, а на севере действовал командир повстанцев Гукуни вместе с ливийскими подразделениями.
В конце лета 1986 года большая часть повстанцев во главе с Гукуни восстали против своих ливийских союзников. Находясь в изоляции и будучи полностью деморализованными, ливийцы были изгнаны из своих баз в Чаде, после серии очень удачных действия со стороны чадской армии в первые месяцы 1987 года. Чадско-ливийский конфликт был преобразован из гражданской войны, в которой Ливия была одним из претендентов на власть в Чаде, в национальный «крестовый поход» всех чадских вооружённых формирований против ливийских захватчиков. В 1988 году между странами было подписано мирное соглашение, Каддафи отказался от притязаний на часть северной территории Чада.
В 2011 году в Ливии началась гражданская война. 24 марта 2011 года посол Чада в США заявил, что «у Каддафи нет друзей». Президент Чада Идрис Деби опроверг заявление ливийских повстанцев о том, что граждане Чада принимают участие в ливийской гражданской войне. 24 августа 2011 года Чад признал Национальный переходный совет единственной законной властью в Ливии.